# Intraglomerulna mezangijska celica
Intraglomerulne mezangijske celice so specializirani periciti, ki se nahajajo v ledvicah v ledvičnih telescih ob kapilarah znotraj visceralnega lista Bowmanove kapsule (t. i. glomerulni mezangij). Njihove glavne funkcije so zagotavljanje strukturne podpore podocitom, uravnavanje hitrosti glomerulne filtracije in fagocitoza določenih komponent.

## Funkcije

### Strukturna podpora in filtracija
Intraglomerulne mezangijske celice zagotavljajo podporo podocitom, ki so pomembna sestavina za filtracijo urina ter uravnavajo (regulirajo) pretok krvi preko njihove sposobnosti krčenja. Celice so povezane z bazalno lamino endotelijskih celic kapilar, preko katere se prenese sila krčenja mezangijskih celic in tako povzroči vazokonstrikcijo (skrčenje) kapilar. S tem se zmanjša efektivna površina kapilar za filtracijo in tako tudi hitrost glomerulne filtracije.
Tovrstni tip mezangijskih celic sicer izloča tudi razne snovi, kot sta interlevkin 1 in PDGF (angleško platelet-derived growth factor).

### Fagocitoza
Celice imajo tudi sposobnost fagocitoze sestavin bazalne lamine in imunoglobulinov. Predstavljajo poseben primer fagocitov, saj se tako kot jukstaglomerulne celice razvijejo iz predhodnikov gladkih mišic in ne iz monocitov.